# Деволски договор
Деволскит договор (на средногръцки: Συνθήκη της Δεαβόλεως) е договор, подписан през 1108 година между Боемунд I Антиохийски, основал кръстоносното Антиохийско княжество, и Алексий I Комнин, император на Византийската империя. Носи името на византийската крепост Девол (днес в Албания). Целта на договора е Антиохийското княжество да стане васал на Византия.
В началото на Първия кръстоносен поход армиите на кръстоносците се събират при Константинопол и в преговорите за подкрепата на Византия се съгласяват да върнат на империята всички завоювани от тях територии, които някога са били византийски, а са преминали в мюсюлмански ръце. Въпреки това Боемунд, който е син на Робер Гискар, бивш враг на Алексей, предявява своите претенции към княжество Антиохия. Алексей не признава независимостта на княжеството, но Боемунд успява да постигне редица военни победи и да закрепи властта си. Успехите му спират след разгрома при Харан. Много скоро Византия се нахвърля върху княжеството и завладява отново Киликия (Адана и дори пристанището Лаодикия на 40 км от Антиохия). Боемунд е принуден да отпътува бързо за Европа, за да търси финансова и военна подкрепа. Дипломатическата му мисия голям успех – той е посрещнат в папството в Рим и европейските кралски дворове като свят герой, който щедро раздава реликви и разказва за Светите земи. Славата и успехът на Боемунд са толкова големи, че той дори получава висше кралско благоволение – ръката на Констанс Френска, дъщеря на Филип I. В писмо до папата, запазено и цитирано от Гийом от Тир, Боемунд описва големите си успехи и нарича себе си „Слуга на християнската армия“. В същото писмо обаче той изтъква мнението си, че Византия, а не само селджуките е пречка за християнските поклонници и твърди, че срещу василевса-схизматик и узурпатор трябва да се отдели както теологически, така и военен ресурс.
Ентусиазиран, подкрепен от папа Паскал и кардиналите и начело на над 34 000 бойци Боемунд потегля срещу отколешния си враг – василевса. Комнините обаче си осигуряват съюз с Венеция, която прекъсва адриатическите пътища и франкската армия е неутрализирана, докато обсажда крепостта Дирахиум. Притиснат от всички страни и с отрязано снабдяване Боемунд е принуден да подпише мирен договор.
Според договора от Девол Боемунд признава Алексий I Комнин за свой и на Антиохия васален господар и получава титлата севаст, като се задължава да защитава териториите на Византийската империя при нужда. Съгласява се и с възстановяването на гръцкия патриарх на Антиохия, след като го е прогонил и назначил латински римокатолически епископ.
След подписването на договора Боемунд се връща в Апулия, но се разболява и умира през 1111 г. Неговият племенник Танкред Галилейски, който остава като регент в Антиохия, отказва да приеме условията на договора.
Въпросът за статута на Антиохия и градовете в Киликия продължава да е нерешен за Византийската империя в продължение на много години. Въпреки че Деволският договор така и не встъпва в сила, той дава правна основа за преговори между византийците и кръстоносците през следващите 30 години и за византийски претенции към района по време на императорите Йоан II Комнин и сина му Мануил I. Антиохия временно попада под контрола на Византия през 1137 г., когато Йоан го обсажда, а жителите му се съгласяват да го предадат. Антиохия става истински васал на Византия едва след 1158 г.